# Goteram
Goteram, chiamato anche Gotram, Koteram, (... – 803) fu un conte, missus dominicus e prefetto della marca orientale sotto Carlo Magno.

## Biografia
Potrebbe essere stato il fratello o il nipote di Galla, la moglie del prefetto Audulfo il "Vecchio Bavarese". Possedeva delle terre sul Sempt vicino a Wörth ed Erding. Lui e il conte Cadaloc morirono nel corso della terza rivolta degli Avari nell'803 presso il forte Guntio, luogo tutt'oggi non identificato. 
Gotramgasse, nel quartiere Donaustadt di Vienna, prende il nome dal conte. 